# Saint-Christophe (Włochy)
Saint-Christophe – miejscowość i gmina we Włoszech, w regionie Dolina Aosty.
Według danych na styczeń 2009 gminę zamieszkiwało 3295 osób przy gęstości zaludnienia 228,7 os./1 km².